# Socialisten (tidning)
Socialisten var en svensk trotskistisk/marxistisk tidskrift, som gavs ut av Tidskriftföreningen Socialisten mellan 1992 och 2015.

## Splittringen av Offensiv 1992
Tidningen Socialisten startades 1992 av en utesluten opposition från Tidskriftsföreningen Offensiv. Oppositionen, som formellt bildades 1991, var del av en internationell opposition inom Kommittén för en arbetarinternational (Committee for a Workers' International, CWI), den internationella organisationen Offensiv tillhörde. Den största och mest tongivande organisationen inom CWI var Militant Tendency som arbetade inom Labourpartiet i Storbritannien. The Militant Tendency hade vid 1980-talets slut drygt 8 000 medlemmar och man hade spelat en central roll i kampen mot Thatcherregeringens "poll-tax", en skatt som kritiserades för att slå hårt mot låginkomsttagare. Kampen mot "poll-tax" ledde till att Thatcher avgick, efter att hennes partistyrelse drivit igenom ett tillbakadragande av skatten mot hennes vilja.
En majoritet inom ledningen för The Militant hade kommit till slutsatsen att man hade större möjligheter att växa utanför Labourpartiet och att det var dags att utmana Labourpartiet med en öppen partibildning. Detta skulle ske först i Skottland, vilket gav namn åt den nya politiken; "The Scottish turn", därefter internationellt av hela CWI.
Oppositionen kritiserade Offensivs/Militants utveckling mot, och planerna på, egen partibildning; Arbetarförbundet Offensiv (1993) och sedermera Rättvisepartiet Socialisterna (1997). I Militants fall; Militant Labour (1993) och sedan Socialist Party (1997). Man höll fast vid att arbetarklassen när den organiserar sig och går ut i kamp vänder sig till sina traditionella organisationer, och att marxister bör vara aktiva i dessa.

## Inriktningen på den breda arbetarrörelsen
Inriktningen på den breda arbetarrörelsen utarbetades ursprungligen av Ted Grant i slutet av 1950-talet, och utvecklades av Alan Woods i dokumentet "Arbetet i massorganisationerna" 1992. Denna inriktning sågs av Grant som nödvändig för att den trotskistiska rörelsen skulle bryta sig ur sin isolering, och återknyta banden till den breda arbetarrörelsen. Samtidigt menade Grant att man för att föra idéerna vidare behövde bevara sina egna organisatoriska strukturer. Socialisten verkade för rätten för medlemmar i arbetarrörelsen att samla sig kring olika åsiktsriktningar, vilket man menade var en nödvändighet för att rörelsen skulle vara verkligt demokratisk.
År 1996 tog förbundsledningen i SSU beslut om att det var oförenligt att vara medlem i både SSU och tidskriftsföreningen Socialisten.

## Zäta Bokförlag
Tidskriftsföreningen Socialisten äger också Zäta Bokförlag som hittills har gett ut en titel: Draksådd - krig, imperialism och motstånd (ISBN 91-974959-0-5) författad av redaktionsmedlemmarna Kerstin Alfredsson, Jonathan Clyne och Lena Ericson Höijer. Förordet till boken skrevs av Gunhild Höglund, dotter till Zeth "Zäta" Höglund. Sedan mitten på 1990-talet fram till sin död 2007 var Gunhild Höglund en av de mest kända sympatisörerna till Socialisten.

## Internationellt nätverk
Socialisten ingick från 1991 fram till mars 2010 i den internationella marxistiska organisationen International Marxist Tendency. I slutet av april 2014 bildade Socialisten Socialistiska Nätverket. Referenserna till Trotskij har nu blivit nedtonade och Socialistiska nätverket uppger att de vill återknyta till den tidiga arbetarrörelsens radikala traditioner och utveckla det de beskriver som en socialistisk vision och strategi för 2000-talet. Socialisten kritiserade ofta socialdemokraterna för att ha gått alltför långt högerut, men ansåg det vara angeläget att fortsätt verka inom Socialdemokraterna och LO-fackförbunden för att påverka i marxistisk riktning. Socialisten hade också anhängare i Vänsterpartiet, Ung Vänster och Vänsterns studentförbund.